# George Best Belfast City Airport

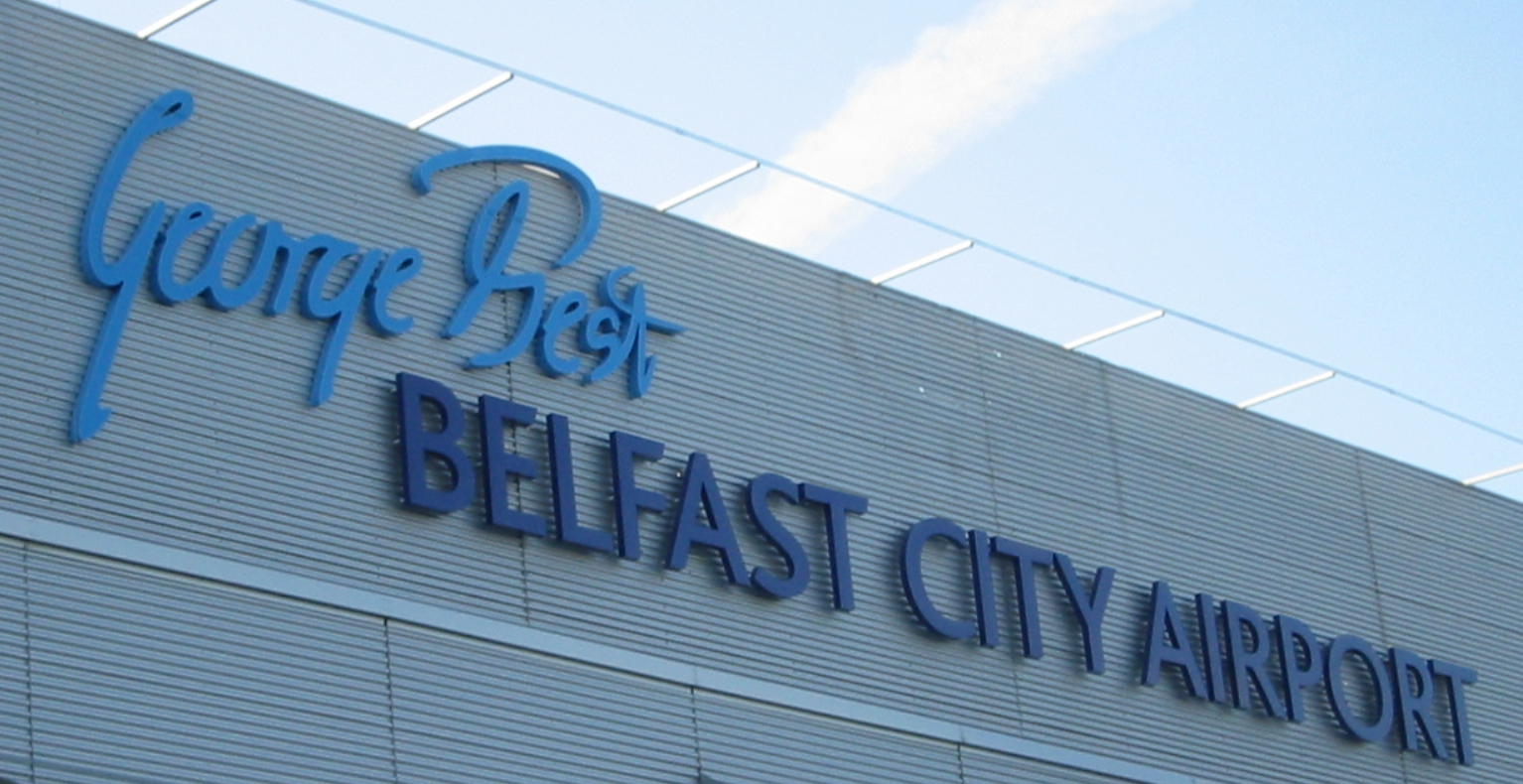
George Best Belfast City Airport.

George Best Belfast City Airport, tidigare Belfast City Airport (IATA: BHD, ICAO: EGAC) är en flygplats i Belfast, Nordirland. Flygplatsen ligger endast cirka tre kilometer från Belfasts centrum och har varit i drift sedan 1983.
Flygplatsen var tidigare känd som Belfast City Airport, men fick ett nytt namn år 2006 till minne av George Best, en känd fotbollsspelare från östra Belfast.